# Зазы
За́зы (заз. Kırd/Kırmanc/Dımili; сев.-курд. Kurdên Zazayê; тур. Zazalar) — этноязыковая группа (субэтнос) курдов в восточной Турции на верховьях рек Тигр и Евфрат.
Большинство зазов компактно проживают в Турецком Курдистане с крупными диаспорами в западной Турции, Германии, Бельгии и во многих других странах.
Традиционно говорят на зазаки, принадлежащем к западноиранской курдской подгруппы заза-горани. Также зачастую владеют турецким и/или курманджи.
Как результат антикурдской политики в Турции, часть в XX веке сформировала отдельную идентичность. По оценкам 64 % зазов себя идентифицируют курдами.

## Этимология

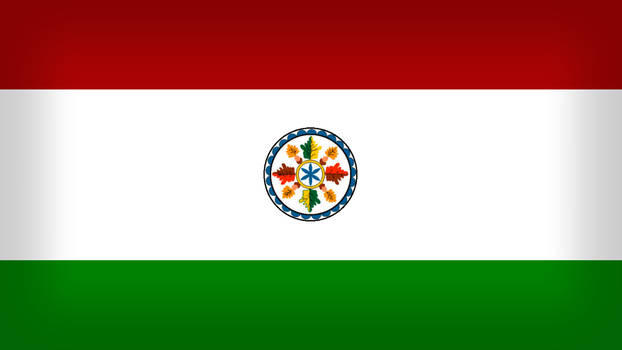
Флаг зазов

### Эндоэтнонимы
Этноним зазов отличается зависимо от региона. Dimlī (юж. зазаки Dımili) — этноним, используемый в качестве самоназвания у 28—37% зазов, южными и центральными заза. Он, по одной версии, происходит от словообразования Dı «два» и Mili «крыла»/«руки», что символизирует раздробленное на две части племя. Он напрямую связан с племенем думбули, название которого на разных языках будет следующим:
- Персидский: Donbolī (ایل دنبلی);
- Турецкий: Dunbîlî;
- Арабский: Dûmbûlî (دمبولي‎);
- Курдский: Dimilî.

Вариант названия племени думбули на курдском языке полностью совпадает с Dimlī — самоназванием многих зазов. В курдской социальной структуре часты случаи, когда одно и то же племя может говорить на разных диалектах курдского языка и при этом иметь единое происхождение. По другой версии, Dimlī происходит от *dēlmīk «дейлемит». В армянских исторических источниках область Дейлам в северном Иране обозначается как Delmik/Dlmik, однако эта теория не подтверждается ничем, кроме как лингвистической позицией зазаки, сближающегося с гилянским, мазендеранским, семнанским и талышским языками. Миграция дейлемитов в Загрос с последующим вхождением в этногенез курдов была до Арабского завоевания Персии, и за такое время сохранение этнонима было бы маловероятным.
Северные заза называют себя Kirmānj/Kirmānç, общим историческим этнонимом северных и центральных курдов (сев. зазаки Kırmanc; сев.-курд. Kurmanc), а также Kird (сев. зазаки Kird). Некоторые заза, живущие в Хынысе и Варто, используют просторечие Şarê ma «наш народ», а свой язык называют Zonê Ma «наш язык».

### Экзонимы
Этноним, под которым эти люди известны соседям — заза (Zāzā) — по одной из теорий означает «заика» или «немой», что, возможно, вызвано обилием сибилянтов и аффрикат в диалекте зазаки. Экзоним Zāzā был дан соседними курдами, говорящими на курманджи, по отношению к заза в XIV веке. Согласно второй версии, у зазов вовсе не наблюдается особой сибилянтности и неразборчивости их речи. К такому выводу приходили Канат Курдоев, Петр Лерх и Фридрих Миллер. Вероятнее, что Zāzā происходит от курд. Zozan «горная местность», который, под арабским влиянием, перешёл в Zāvazān. Это объясняется тем, что зазы жили горными племенами в кочевьях на горах. Этноним Zāzān потерпел изменения, — выпадение сонорного -n, что в историческом развитии курдского языка было обычным явлением.
Курдов, говорящих на курманджи, зазы называют Kirdasî «курдоподобный», «похожий на курда». Это объясняется тем, что этноним Kwrmānj происходит от kwrd-man, что означает «похожий на курда». Этот экзоним, ставший позже эндоэтнонимом, стал широко распространяться в середине XI века по отношению к кочевым племенам, живших в северных отрогах горной системы Загрос.

## История и этногенез

### Античность
Вплоть до XVI века зазы и гораны представляли из себя единую родоплеменную группу, чьи лингвистические предки переселились в центральный Загрос изначально из горных областей Каспия. Это связано с миграциями дейлемитов в III-V вв. на запад Иранского плато, где они в дальнейшем вступили в тесное взаимодействие с куртиями и мардами и вошли в этногенез курдов. Династия Сасанидов, правившая династия в то время регионом, поощряла их переселение как способ закрепления связей между Парсом и Месопотамией.

### Средние века
В X веке регион к югу от озера Ван носил название Zāwzān. В арабских источниках того время нередко фигурируют топонимы Zevezān, Zuzāniye, Zevazāniye, Zāvzān, что, возможно, имеет связь с современными зазами.
Традиция менестрелей у зазов восходит к средневековому периоду, когда барды, говорящие на зазаки, сочиняли произведения как и на своем родном языке (зазаки), так и на турецком. Первое упоминание слов «заза» и «дымыли» находятся в трудах персоязычных авторов. Зазы упоминаются в трудах основоположника курдской историографии Шараф-хана Бидлиси. Так, в «История курдов» в главе о правителях Бабана, эмирата на территории современного северо-восточного Ирака, Шараф-хан пишет:
«Бабанский эмир Пир Будах совершил поход на племя заза, которое населяло район, граничащий с владениями бабанских эмиров»
В начале XVI века зазы переселились из района между городами Сулеймания и Эрбиль в современный Турецкий Курдистан на верховья Тигра и Евфрата, на которых уже на тот момент смешанно обитали армяне и курманджи-говорящие курды. К такому выводу также приходил В.Ф. Минорский в своей статье «Курды», напечатанной в «Энциклопедия ислама» на английском языке. Согласно переписи населения 1521—-1523 годов, поселение Кызылкилисе в провинции Дерсим насчитывало 23 домохозяйства, в которых в то время проживали члены курдского племени дерсимлю.
По-видимому, дымыли и племя думбули имеют одно и то же происхождение. Этнонимами заза и думбули Шараф-хан Бидлиси, Абдуль-Раззак и Рустам-хан обозначали название двух самостоятельных курдских племен, которые отличаются, по их мнению, от курдов-курманджей тем, что исповедуют шиитскую религию (алевизм) и говорят на особом курдском наречии.

### Современность

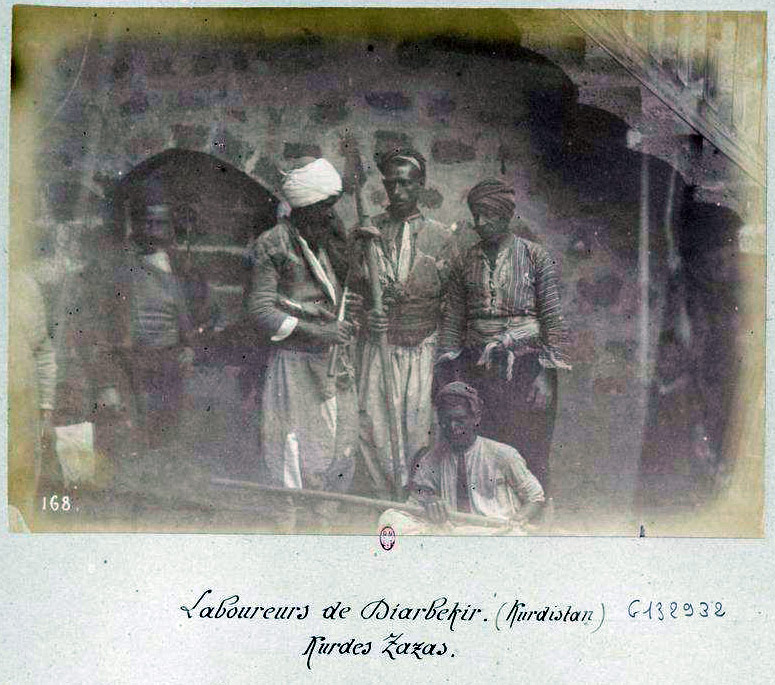
Курды-заза в Диярбакыре, 1881 год.

Ранними сохранившимися литературными произведения на зазаки являются два стихотворения с названием «Mawlūd Kirdī, датированные концом XIX—началом XX вв..
Зазы, как правило, идентифицируют себя курдами, поэтому оказывали серьезное влияние на курдское национально-освободительное движение. В 1920-х и 1930-х годах зазы сыграли ключевую роль в подъеме курдского национализма, организовав восстания против Османской империи, а затем и Турецкой Республики. Зазы участвовали в Кочгирском восстании, а во время курдского восстания 1925 года, Шейх Саид Пирани и его сторонники восстали против недавно созданной республики из-за ее турецкой националистической и светской идеологии. Многие зазы впоследствии присоединились к националистической партиям курманджи-говорящих курдов, таким как Хойбун, Обществу за возвышение Курдистана и другим движениям, где зазы часто приобретали известность.
В 1937 году во время Дерсимского восстания зазы вновь восстал против турок. На этот раз восстание возглавил Сейид Риза и закончилось резней тысяч курдов-заза и курдов-курманджей, включая десятков тысяч мирных жителей, в то время как многие были перемещены внутри страны с целью ассимиляции в турецкой подавляющей среде.
Среди основателей Рабочей партии Курдистана были зазы, также как и многочисленные партизаны Народных сил обороны, вооруженного крыла Рабочей партии Курдистана.
В ходе турецко-курдского конфликта, в том числе политики ассимиляции и притеснений, среди части заза с конца XX века выработалась отдельная от курдов идентичность. Зазаский национализм, по мнению некоторых исследователей, был создан турецкими спецслужбами в качестве ослабления курдского самосознания и борьбы с курдским национально-освободительным движением в Турции.
Исторически заза не претендовали на отдельную этническую идентичность отдельную от курдов, и на протяжении всей истории остальные народы считали зазов частью курдского народа. Альтернативная точка зрения поощряется властями Турции и людей антикурдских взглядов, как соответствующая политике «разделяй и властвуй».
После государственного переворота 1980 года многие интеллектуальные меньшинства, в том числе из зазы, эмигрировали из Турции в Европу, Австралию и США.

## Генетические исследования
Зазы имеют смешанное (гетерогенное) происхождение, состоящее из шести вошедших в их этногенез этнических компонентов:
| Этнический компонент | Мин.    | Макс.   | Характеристика                     | Вхождение в этногенез                |
| -------------------- | ------- | ------- | ---------------------------------- | ------------------------------------ |
| Дейлемиты            | от 25 % | до 30 % | От них зазы унаследовали язык      | со II в. до н. э. по III-V вв. н. э. |
| Армяне               | от 20 % | до 33 % | Софенские армяне-алевиты           | с XVI по XX в. н. э.                 |
| Куртии, марды        | от 15 % | до 26 % | Загросское местное население       | со III по V вв. н. э                 |
| Курды-курманджи      | от 12 % | до 15 % | Курдские племена родом из Хиккяри  | с XI по XVIII в. н. э.               |
| Туркоманы            | от 8 %  | до 13 % | Тюркизированные анатолийцы-алевиты | с XVI по XIX в. н. э.                |
| Индоарийцы           | от 1 %  | до 2 %  | Цыганские подгруппы из Лурестана   | c IX по XIV–XV вв. н. э.             |

### Генетические исследования
Нельзя сказать, что дейлемиты подверглись какой-либо ассимиляцией со стороны курдов, ибо в то время формирование курдского этноса еще не было до конца завершено. Зазы и другие курдские подгруппы имеют один и тот же генетический образец по причине того, что переселенные дейлемиты мало того, что смешались с местным загросским населением, но и вошли в этногенез и остальных курдов, — в курдской истории были известны частые случаи внутрикурдского диалектного ассимиляционного процесса, в том числе переход носителей горани и зазаки на другие диалекты курдского языка (в особенности на сорани и курманджи). По мнению В. Ф. Минорского, тенденция выделения заза из общего ряда остальных курдов является не совсем верной, так как они также используют, кроме своего наречия, «общекурдский язык» (курманджи) и не отличаются от остальных курдов по религии и быту.
Дейлемиты также были близкородственными с другими протокурдскими племенами.
Генетически зазы ближе к другим курдским подгруппам (матрилинейно к курдам Грузии, патрилинейно — к курдам-курманджи в Турции), а не народам северного Ирана (талышам, гилянцам и мазендеранцам). Также, было заявлено, что это не исключает дейлемитское происхождение для самого зазаки.

#### Гаплогруппы
Согласно одному из исследований, у носителей зазаки наиболее распространенные следующие гаплогруппы:
1. I — 33,3 %
2. R1a1a — 25,9 %
3. E — 11,1 %
4. R1 — 11,1%

Все эти гаплогруппы в той или иной мере встречаются и остальных курдов. Гаплогруппы P1 и J2, которые, как было установлено, были распространены среди различных курдских групп населения, отсутствовали у носителей зазаки.
Данные Y-хромосомы показали несколько иные закономерности, что указывает на некоторый эффект географии. Носители курманджи и носители зазаки в Турции, которые являются географическими соседями, были признаны более близкими друг к другу, чем грузинские курды по отношению к туркменским курдам.

## Демография и расселение

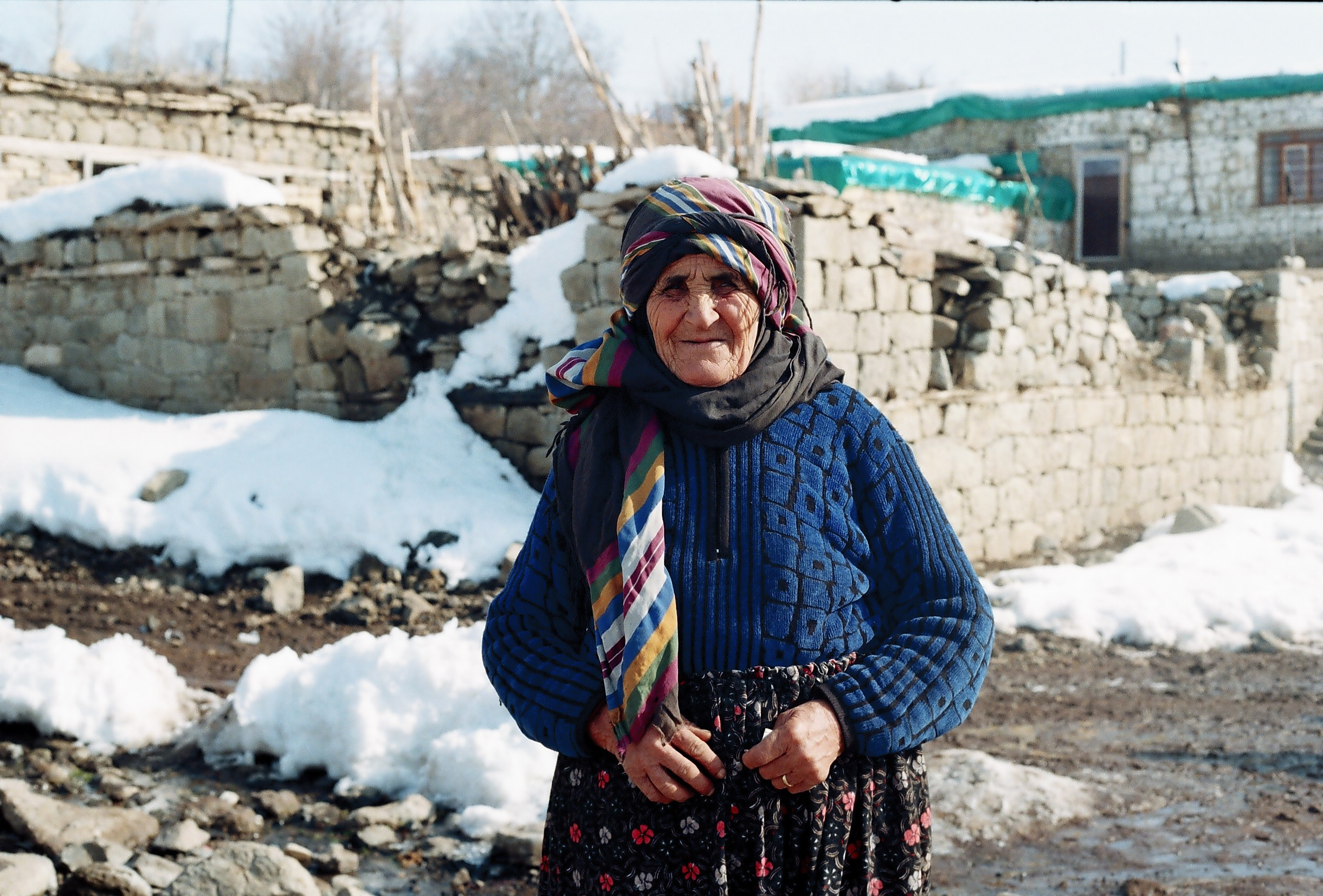
Бабушка заза из Дерсима.

Зазы расселены в основном в восточных и юго-восточных провинциях Турции. Наиболее своеобразные северные заза населяют прежде всего область Дерсим (сев. зазаки Dersim «врата серебра») — нынешнюю турецкую провинцию Тунджели (исторический Дерсим). Центральные заза проживают в провинции Бингёль (юж. зазаки Çolig). Южные — прежде всего район города Сиверек (юж. зазаки Sêwrege, арм. Սևավերակ букв. «чёрные руины») в провинции Шанлыурфа. Заза также проживают в смежных названным провинциям, в том числе в районе города Диярбакыр.
После подавления восстания курдов в Дерсиме в 1938 году, многие из них были насильно переселены в турецкие города: Айдын, Биледжик, Бурдур, Бурса, Балыкесир, Денизли, Зонгулдак, Кыркларели, Кютахья, Мугла, Ыспарта, Текирдаг, Чанаккале, Эдирне и Эскишехир.
Существует также значительная диаспора в Европе (около 300 000 чел.), прежде всего в Австрии, Бельгии, Германии, Нидерландах и Швейцарии.
Общая численность носителей зазаки неизвестна, поскольку не учитывается переписями. Приблизительные оценки колеблются от 2 млн. до 4 млн чел..
| Провинция                         | Процент% | Численность |
| --------------------------------- | -------- | ----------- |
| Тунджели                          | 70.0 %   | 67.000      |
| Элязыг                            | 65.9%    | 407.000     |
| Бингель                           | 65.3 %   | 188.800     |
| Эрзинджан                         | 39.0 %   | 97.000      |
| Диярбакир                         | 20.5 %   | 376.000     |
| Муш                               | 11.3 %   | 45.000      |
| Шанлыурфа                         | 8.2 %    | 185.000     |
| Сивас                             | 7.0 %    | 47.000      |
| Битлис                            | 5.0 %    | 18.000      |
| Адыяман                           | 3.5 %    | 22.500      |
| Малатья                           | 3.4 %    | 25.000      |
| Карс                              | 3.0 %    | 9.000       |
| Эрзурум                           | 2.0 %    | 15.000      |
| Сиирт                             | 0.6 %    | 2.000       |
| Батман                            | 0.5 %    | 3.500       |
| Мардин                            | 0.3 %    | 2.700       |
| Численность в Турецком Курдистане | 12.9%    | 1.515.000   |
| Общая численность по всей Турции  | 2.5%     | 2.165.000   |

### Историческое население
Константинопольский патриархат ААЦ в 1878 году определил количество зазов в 37,300 чел.. В 1912 году количество зазов оценивалось в 77,000 чел., из которых 47,000 чел. обитало в Битлиском вилайете (12,3 %), а остальные 30,000 чел. — в вилайете Эрзурум (4,8 %). 
| Провинция              | 1965, чел. | %    |
| ---------------------- | ---------- | ---- |
| Диярбакыр              | 57,693     | 12,1 |
| Элязыг                 | 30,921     | 9,6  |
| Бингёль                | 30,878     | 20,5 |
| Шанлыурфа              | 14,554     | 3,2  |
| Туджели                | 2,370      | 1,5  |
| Адыяман                | 6,705      | 2,5  |
| Эрзиджан               | 298        | 0,1  |
| Батман + Сиирт         | 484        | 0,2  |
| Битлис                 | 2,082      | 1,4  |
| Эрзурум                | 2,185      | 0,3  |
| Карс + Ардахан + Ыгдыр | 992        | 0.2  |
| Муш                    | 507        | 0,3  |
| Всего                  | 149,669    | 100  |

## Культура

### Язык
Большинство заза являются билингвами и знают турецкий язык, многие также разговаривают на курманджи.
Самым близким идиомом к зазаки является другой диалект, на котором говорят курды, — горани. После по родственности идут каспийские языки и остальные курдские диалекты.
Зазаки долгое время был бесписьменным. Впервые он стал эпизодически появляться в переписке в середине XIX в. (с использованием арабского алфавита). Использование латинского шрифта получило распространение в конце XX в. в основном среди эмигрантов, а также в пока малочисленных изданиях в Турции.
Помимо этого, по мнению филолога Людвига Пауля, зазаки ближе всего к древнему иранскому языку азари.
Носители языка зазаки обычно считают себя частью курдской общности и многими исследователями и также в курдской литературе они рассматриваются одними из диалектов языка курдов, так как носители исторически считают себя частью курдской общности . По мнению русского востоковеда В. Ф. Минорского зазаки является одним из наречий курдского языка. Той же позиции придерживается другой русский востоковед — И. А. Смирнова, считающая, что зазаки является одним из двух крупнейших диалектов курдского языка. Однако это предположение неоднозначно воспринимается некоторыми востоковедами.

### Религия
Большая часть заза ныне придерживаются шафиитского (реже — ханафитского) мазхаба суннитского ислама, значительное меньшинство — алевизм.
В политическом отношении зазы, придерживающиеся алевизму и суннизму, сильно отличаются по взглядам от друг друга. Так, на выборах 2002 года зазы-сунниты в основном голосовали за правящую Партию справедливости и развития. В то время заза-алевиты демонстрировали широкую поддержку левых или прокурдских партий. Сообщается, что зазы-сунниты голосовали за Эрдогана на президентских выборах 2018 года, в отличие от зазов-алевитов, голосовавших за Салахаттина Демирташа от Демократической партии народов. На выборах 2018 года 46% зазов проголосовали за курдского политика Салахаттина Демирташа. Около 42% зазов также являются сторонниками Рабочей партии Курдистана.

## Социальная структура и традиционные занятия
Заза, как и остальные курды, имеют развитую родоплеменную структуру, основными племенами являются:
- Абасан
- Агачан
- Алан
- Бамасур
- Дуик
- Давреш-гулабан
- Давреш-джамалан
- Хайдаран
- Курейшан
- Дымили
- Мамики
- Юсуфан
- Джечи

Основными занятиями зазов являлись оседлое земледелие, хотя отгонное горное скотоводство также является важной отраслью традиционной экономики. Дерсим также славился своими садами.